# Freycinetia pallida
Freycinetia pallida är en enhjärtbladig växtart som beskrevs av Huynh. Freycinetia pallida ingår i släktet Freycinetia och familjen Pandanaceae. Inga underarter finns listade.